# Погребище Друге
Погребище Друге — селище в Україні, у Погребищенській міській громаді Вінницького району Вінницької області. Населення становить 477 осіб.

## Історія
12 червня 2020 року, відповідно до розпорядження Кабінету Міністрів України № 707-р «Про визначення адміністративних центрів та затвердження територій територіальних громад Вінницької області», увійшло до складу Погребищенської міської громади.
17 липня 2020 року, в результаті адміністративно-територіальної реформи та ліквідації Погребищенського району, село увійшло до складу Вінницького району.

## Населення
Згідно з переписом УРСР 1989 року чисельність наявного населення села становила 522 особи, з яких 240 чоловіків та 282 жінки.
За переписом населення України 2001 року в селищі мешкало 477 осіб.

### Мова
Розподіл населення за рідною мовою за даними перепису 2001 року:
| Мова       | Відсоток |
| ---------- | -------- |
| українська | 98,11 %  |
| російська  | 1,47 %   |
| білоруська | 0,21 %   |
| інші       | 0,21 %   |